# Mesosa illecideosa
Mesosa illecideosa är en skalbaggsart som beskrevs av Stefan von Breuning 1967. Mesosa illecideosa ingår i släktet Mesosa och familjen långhorningar. Inga underarter finns listade i Catalogue of Life.